# Герб Сербии

Государственный герб Республики Сербии (серб. Државни грб Републике Србије / Državni grb Republike Srbije) — один из символов суверенитета Республики Сербии, утверждён 17 августа 2004 года вместе с другими государственными символами (флаг, гимн), заменив герб Республики Сербии в составе Югославии. На гербе изображён двуглавый орёл, на его груди красный щит, на щите крест с четырьмя огнивами. Сверху королевская корона и плащ. Герб точно такой же, как герб Королевства Сербии династии Обреновичей, впервые принятый в 1882 году. Введение этого герба означает возвращение исторического герба Сербии, но не восстановление монархии. Есть и другие страны, не являющиеся монархиями, но имеющие на своём гербе корону: Россия, Болгария, Грузия, Венгрия, Черногория, Польша, Румыния.

## Описание
Малый герб Республики Сербии представляет собой серебряного двуглавого орла в красном щите, увенчанном короной. Головы орла имеют по девять перьев и повёрнуты к разным сторонам щита. Клювы орла золотые, широко раскрытые. Перья на шее орла распределены в четыре ряда по семь перьев в ряду. Крылья орла распростёрты и вместе с хвостом и головами формируют крест. На каждом крыле четыре ряда перьев со следующим распределением: в первом ряду семь перьев, во втором — девять (два больших и семь малых), в третьем — семь, в четвёртом — семь (четыре больших и три малых). Ноги орла золотого цвета, расположены по диагонали щита. На ногах по семь белых перьев. Хвост орла расположен вертикально. Перья на нём расположены по семь в три ряда. На груди орла находится красный щиток, разделённый серебряным крестом на четыре поля, в каждом из которых по одному серебряному огниву, которые повёрнуты к разным сторонам щита. (Сербский крест) Корона имеет центральное положение относительно голов орла. Корона золотого цвета, украшена сорока белыми бисерами, восемью синими сапфирами и двумя красными рубинами, наверху короны находится крест.
Большой герб представляет собой малый герб, помещённый на мантию, подбитую горностаем. Герб увенчан короной, такой же формы, как в малом гербе, только большего размера и с большим числом сапфиров.

## Употребление
Современный герб Сербии используется с 17 августа 2004 года в соответствии с Постановлением о использовании герба, флага и гимна Республики Сербии, которое приняла Скупщина Сербии. Согласно конституции Сербия, как самостоятельное государство имеет свой герб, флаг и гимн. Установлено использовать герб, введённый законом о Гербе Королевства Сербии от 16 июня 1882 года, в двух вариантах: большой герб и малый герб.
Большой герб употребляется на фасадах зданий и в помещениях: народной скупщины, президента республики, правительства, конституционного и верховного судов, главы национального банка, а также их печатях. Малый герб размещается на фасадах зданий и в помещениях прочих государственных и муниципальных учреждений.

## История герба

История гербов Сербии
Герб Сербии из средневекового гербовника
Герб Сербского царства (XIV век)
Герб Сербского царства при Неманичах (1346-1371 гг., из гербовника Stemmatographia sive armorum Illyricorum delineatio, descriptio, et restitutio (1701 г.))
Большой герб Сербии при правлении Стефана Душана
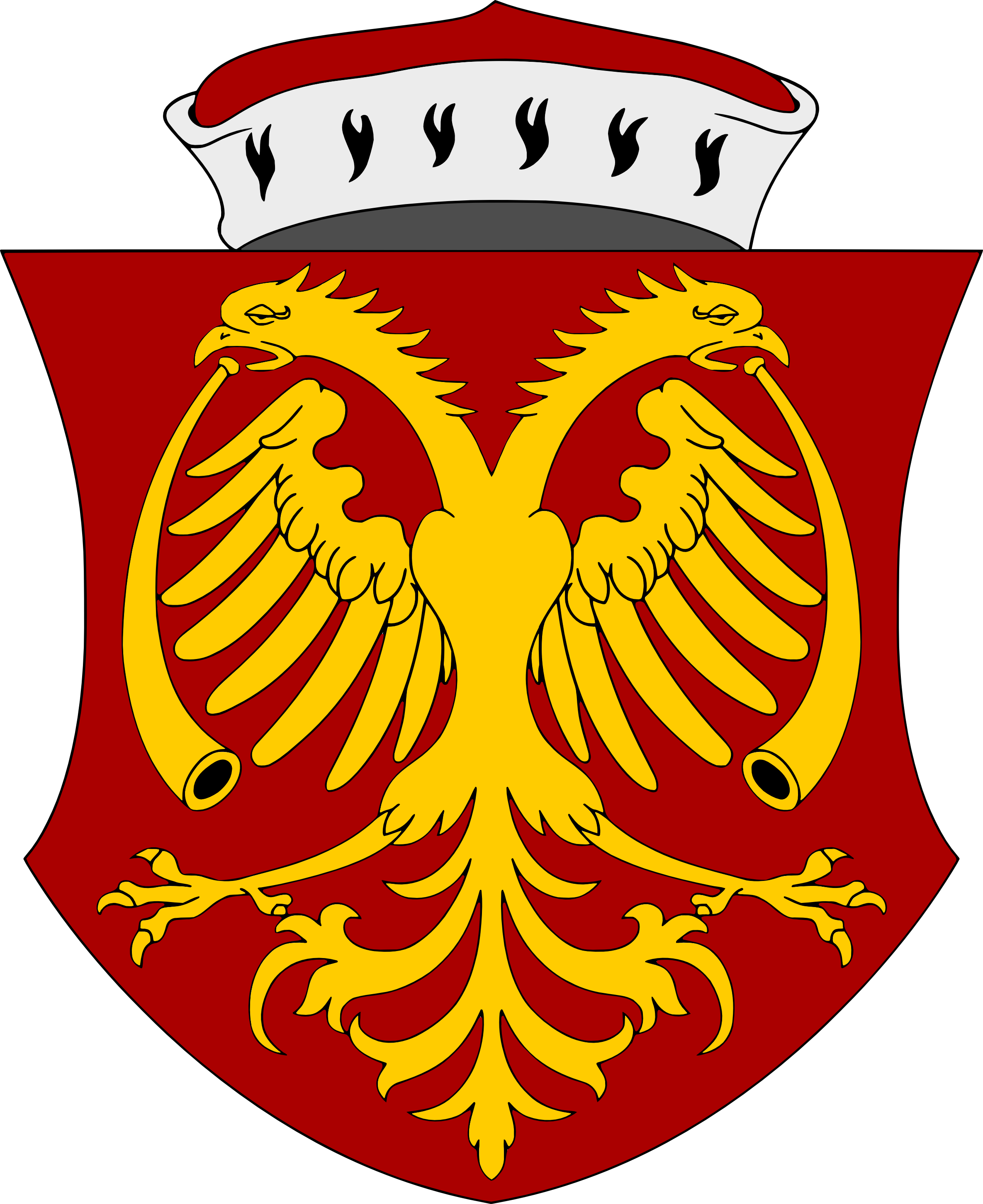
Герб Сербской деспотии при Лазаревичах (1402-1537 гг.)
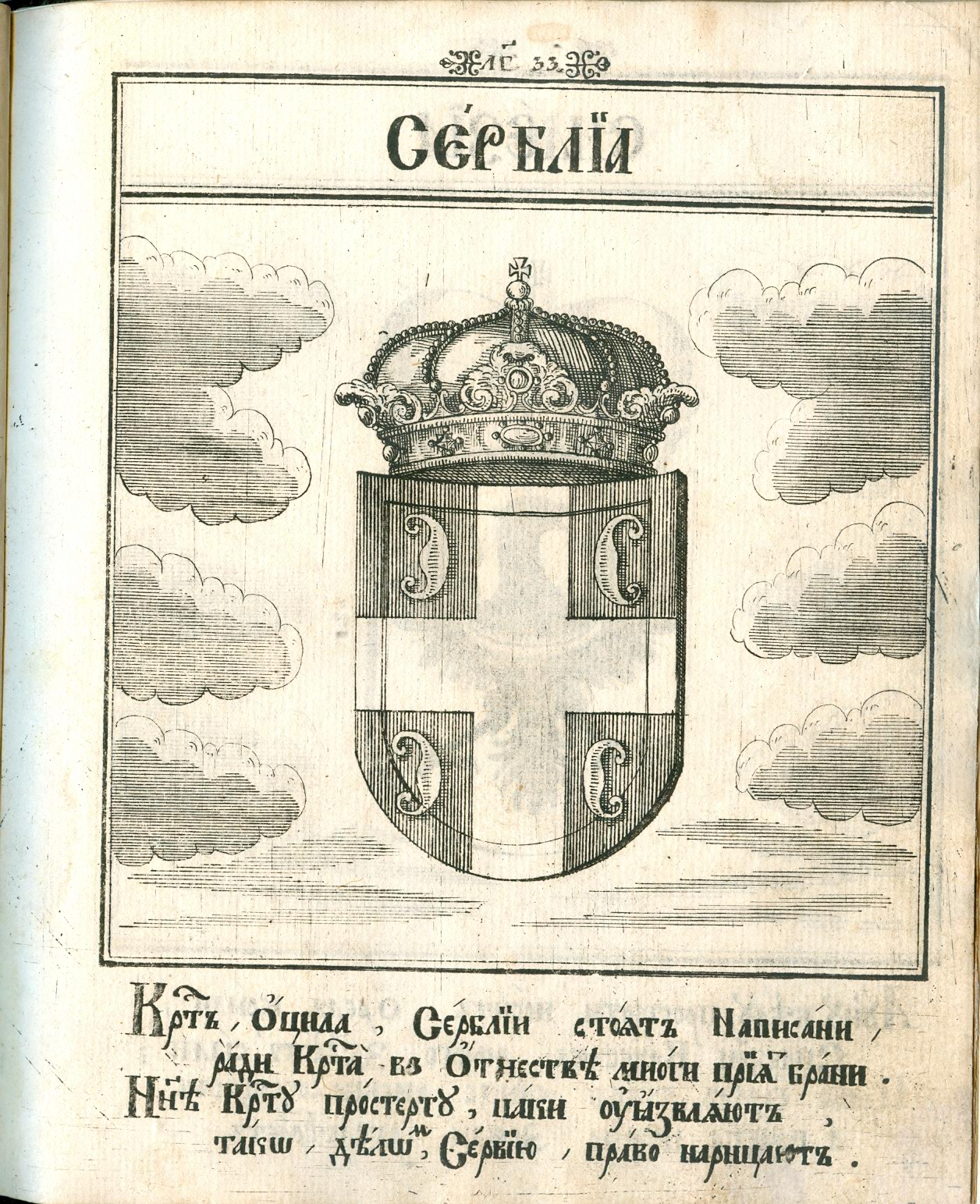
Из Стематографии 1701—1741 гг.
Герб Сербского королевства (1718-1737, в составе Австрийской империи)[1]
Герб Кочиной-Краины (1792 г.)
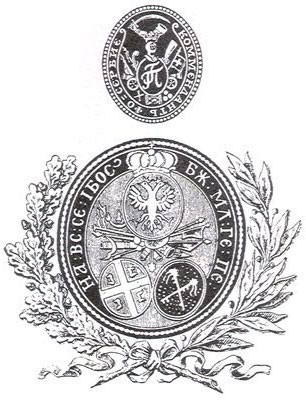
Первое сербское восстание (1804–1813)
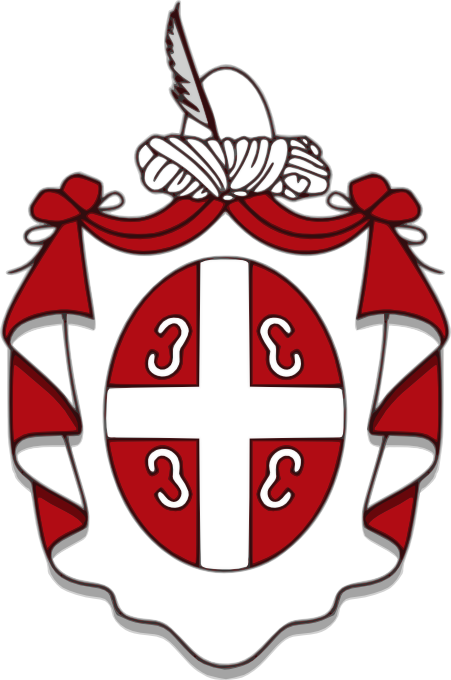
Герб, основанный на печати Милоша Обреновича (1819 г.)
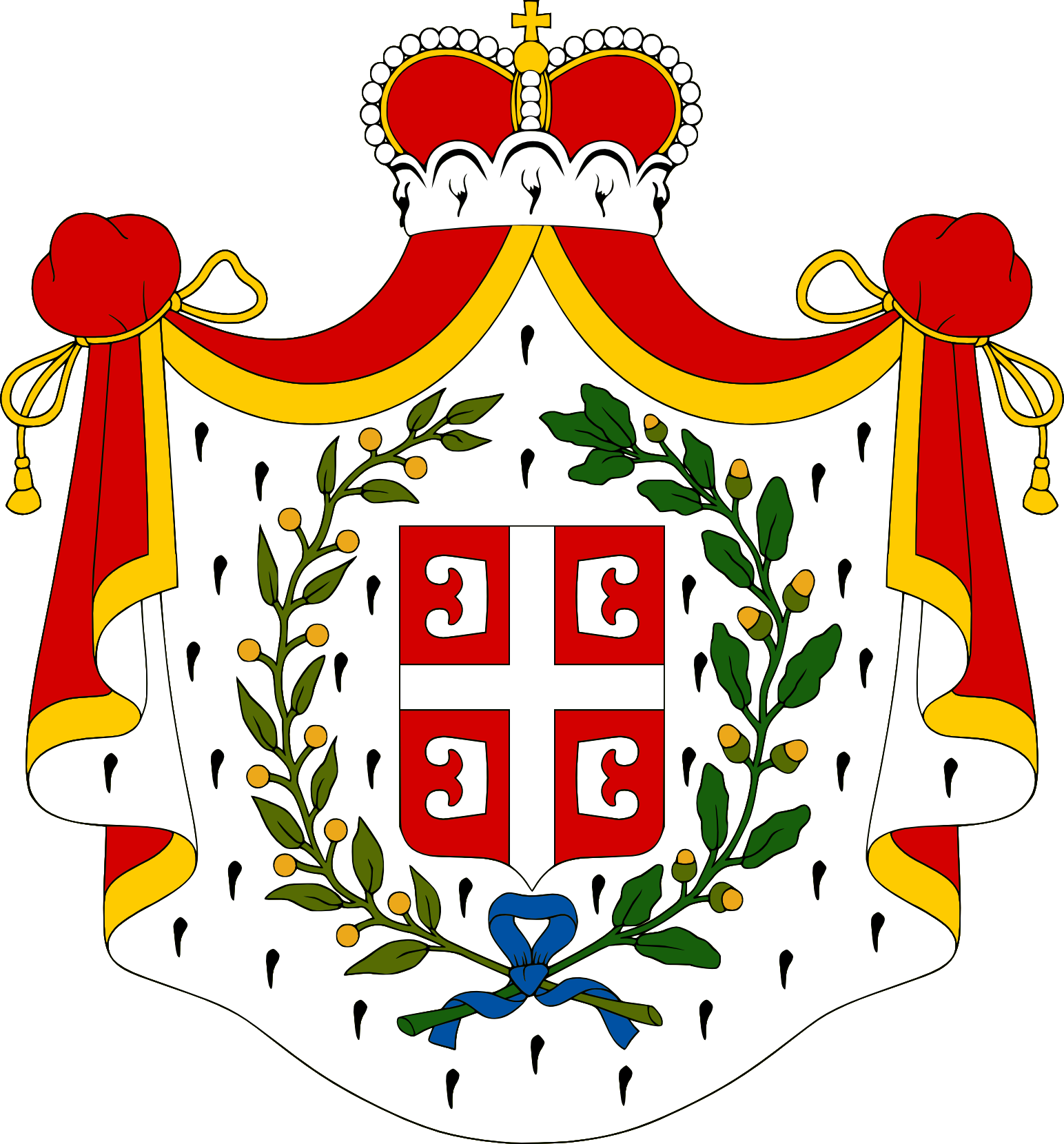
Княжество Сербия (1835–1882)
Королевство Сербия (1882–1918)
Королевство Сербов, Хорватов и Словенцев (1918–1929) и Королевство Югославия (1929–1941)
Сербия под оккупацией нацистской Германии (1941–1944)
Второй вариант
Социалистическая Республика Сербия (1947–1990) и Республика Сербия (1990–2004)
Союзная Республика Югославия (1992–2003) и Сербия и Черногория (2003–2006)
Республика Сербия (2004–2010)

## Гербы исторических областей Сербии

Герб Рашки
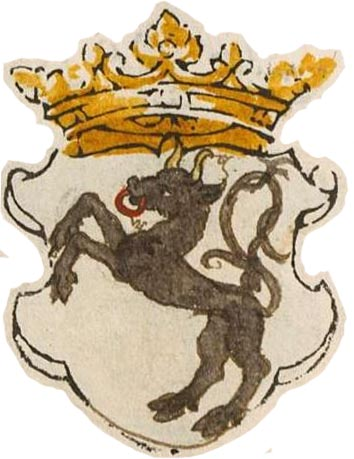
Герб Рашки (из гербовника XVI века)
Герб Воеводины, первый вариант
Герб Воеводины, второй вариант
Герб Сербской Воеводины (1848-1849)
Герб Санджака